# Carl Boos (Richter)
Carl Boos (* 2. Mai 1873 in Elberfeld (heute Stadtteil von Wuppertal); † 10. August 1964 in Heilbronn) war ein deutscher Reichsgerichtsrat.

## Leben
Boos wurde 1894 auf den preußischen Landesherrn vereidigt. 1896 wurde er in Leipzig promoviert. 1904 ernannte man ihn zum Landrichter und 1913 zum Landgerichtsdirektor. Im April 1921 kam er als Hilfsrichter an das Reichsgericht und wurde ein Jahr später Reichsgerichtsrat. Er war im V. und IV. Strafsenat sowie im IV. Zivilsenat des Reichsgerichts tätig. Mit Erreichen der Altersgrenze 1938 trat er in den Ruhestand.
Boos lebte zwischen 1912 und 1934 mit der Gesangspädagogin Ida Schluckebier (genannt Waldeck) in Leipzig.